# دير عشاير (راشيا)
دير العشاير هي قرية تقع على الحدود الشمالية لقضاء راشيا، إحدى محافظات لبنان. تقع على ارتفاع 1,250 متر (4,100 قدم) فوق مستوى سطح البحر وتغطي مساحة سطحها 2,563 هكتار (9.90 ميل2) هكتارًا. يبلغ عدد السكان المسجلين في القرية حوالي 500 نسمة، وغالبيتهم من أتباع الطائفة الدرزية. ومع ذلك، يمكن أن يكون عدد السكان الفعليين حوالي 250 نسمة فقط، موزعين على حوالي 90 أسرة. يدير القرية مجلس بلدي يتألف من تسعة أعضاء، بالإضافة إلى عمدة البلدية. يعتمد السكان بشكل رئيسي على الزراعة كمصدر رئيسي للدخل، خاصة زراعة العنب والفواكه والقمح. كما يقوم السكان برعاية وتربية الأغنام والبقر، والتي تعتبر مصدرًا جيدًا لإنتاج الحليب. واجه المزارعون في القرية صعوبة في بيع منتجاتهم في العصر الحديث.

## الينابيع المحلية و دير القديس سمعان
تحتوي القرية على عدد من الينابيع المحلية، بما في ذلك عين حلالوة، وعين شيب، وعين روك، وعين دب. كانت القرية في السابق تُعرف باسم دير مار سمعان نسبةً إلى دير القديس سمعان، المعروف محلياً بـ "البرج"، الذي يُقال إنه تم بناؤه من قبل الرومان للوعظ ولإقامة الطقوس الدينية والتدريس من قبل تلاميذ القديس سمعان المعمدان. وكان الدير معقلاً للطلاب، مما سمح لهم بتوسيع نطاق تعليمهم في سوريا.

## المعبد الروماني
القرية قريبة من آثار معبد ذو أسلوب يوناني-روماني كبير مُكرَّس لآلهة مجهولة، يتميز بأسس تبلغ طولها حوالي 30 مترًا وأعمدة تم استخدامها مجددًا في البناء المحلي. تم العثور على نقش يوناني يشير إلى أنه تم تركيب مقعد في "العام 242، تحت حكم بيليابوس (بالإنجليزية: Beeliabos)، الملقب أيضًا ديوتوتوس (بالإنجليزية: Diototos)، ابن عابدانوس (بالإنجليزية: Abedanos)، الكاهن الأعلى لآلهة كيبوريا (بالإنجليزية: Kiboreia)". لا يُعرف بالتأكيد في أي عصر كانت آلهة كيبوريا موجودة، ومكان وجودهم غير مؤكد أيضًا، حيث لا يمكن تحديدهم بشكل نهائي مع دير العشاير، ولكن من الممكن أن يكونوا كانوا جزءًا من محراب روماني أو اسمًا لمستوطنة في المنطقة. هناك اقتراحات بأن اسم كيبوريا تكون شكلت من كلمة "كبر" (kbr) في الآرامية، والتي تعني "مكان ذو وفرة كبيرة".

## بيبلوغرافيا
- Warren، C.؛ Conder، C.R. (1884). مسح فلسطين الغربية: القدس. لندن: لجنة صندوق استكشاف فلسطين. (ص 497-498)

## روابط خارجية
- تقرير في بوابة الميغاليثيك عن المعبد الروماني في دير العشاير
- مصدر خرائط لبنان لدیر العشاير
- بوابة الحكومة اللبنانية للمعلومات والاستمارات نسخة محفوظة 20 أبريل 2010 على موقع واي باك مشين.
- دیر العشایر، لوكاليبان